# Криуши (Чувашия)
Криу́ши (чув. Криуш) — деревня в Козловском районе Чувашской Республики России. Входит в состав Карамышевского сельского поселения.

## География
Деревня расположена на правом берегу Волги в месте впадения реки Кинерка у начала протоки Воложка, в 12 км к северо-западу от Козловки и в 55 км к юго-востоку от Чебоксар.
К селу ведёт тупиковая дорога от автодороги Козловка — Илебары — М7. Расстояния по дорогам: Можары ~ 2,3 км, Шименеево, Кинеры ~ 3 км, Карамышево ~ 5 км, Козловка ~ 20 км, Чебоксары ~ 96 км.
На Волге чуть ниже (восточнее) деревни находится остров Криуши, отделённый протокой.

## Общие сведения
Имеются фельдшерский пункт, клуб, 2 магазина, пристань на Волге.
Дома газифицированы. Дороги в деревне без твёрдого покрытия (за исключением отрезка подъездной дороги на окраине): улицы Волжская (вдоль Волги), Речная, Новая.
Промышленность
КФХ «Еркин» (2010). ООО "АГРОФИРМА «ВОЛГА».

## История
Население до 1866 года государственные крестьяне; занимались земледелием, животноводством. В начале 20 века действовали крупообдирочная машина, шерстобойное заведение, лесопильный завод, пароходная пристань № 5.
В 1930 открыта начальная школа. В 1931 образован колхоз «Новый Волгарь».
В составе Покровской волости Чебоксарского уезда в 19 в. — 1918, Карамышевской, Никольской волостей Чебоксарского уезда — 1918-27, Козловского района — 1927-62, с 1965, Урмарского — 1962-65.

## Население
Проживают чуваши, русские. Число дворов и жителей: в 1858 — 39 муж., 44 жен.; 1897 — 76 муж., 84 жен.; 1926 — 63 двора, 130 муж., 158 жен.; 1939—145 муж., 170 жен.; 1979—148 муж., 174 жен.; 2002 — 91 двор, 234 чел.: 114 муж., 120 жен.; 2010 — 85 част. домохозяйств, 208 чел.: 102 муж., 106 жен..
| 2010 | 2012 |
| ---- | ---- |
| 208  | ↗226 |

## Фотогалерея

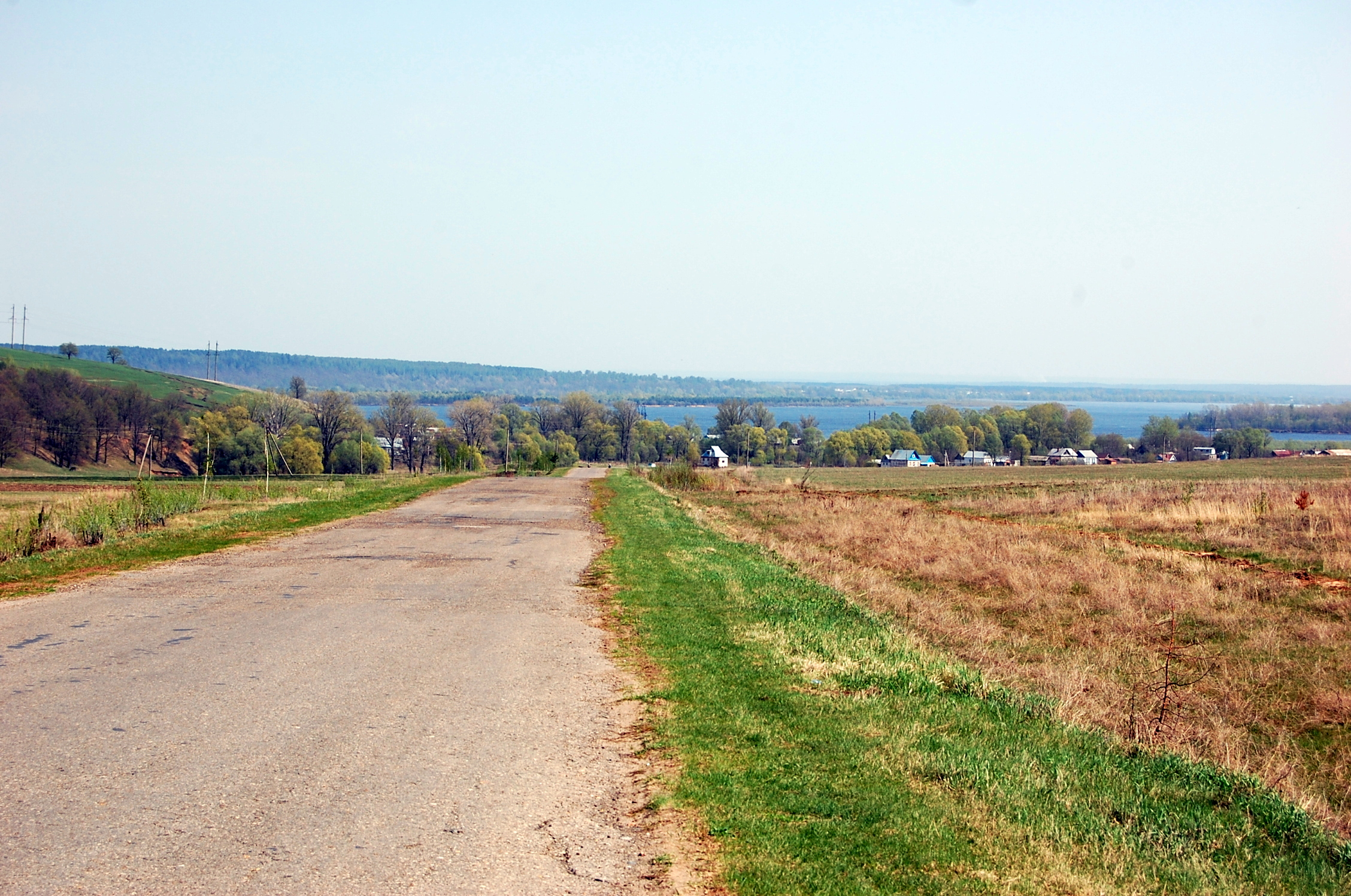
Вид на деревню 2010
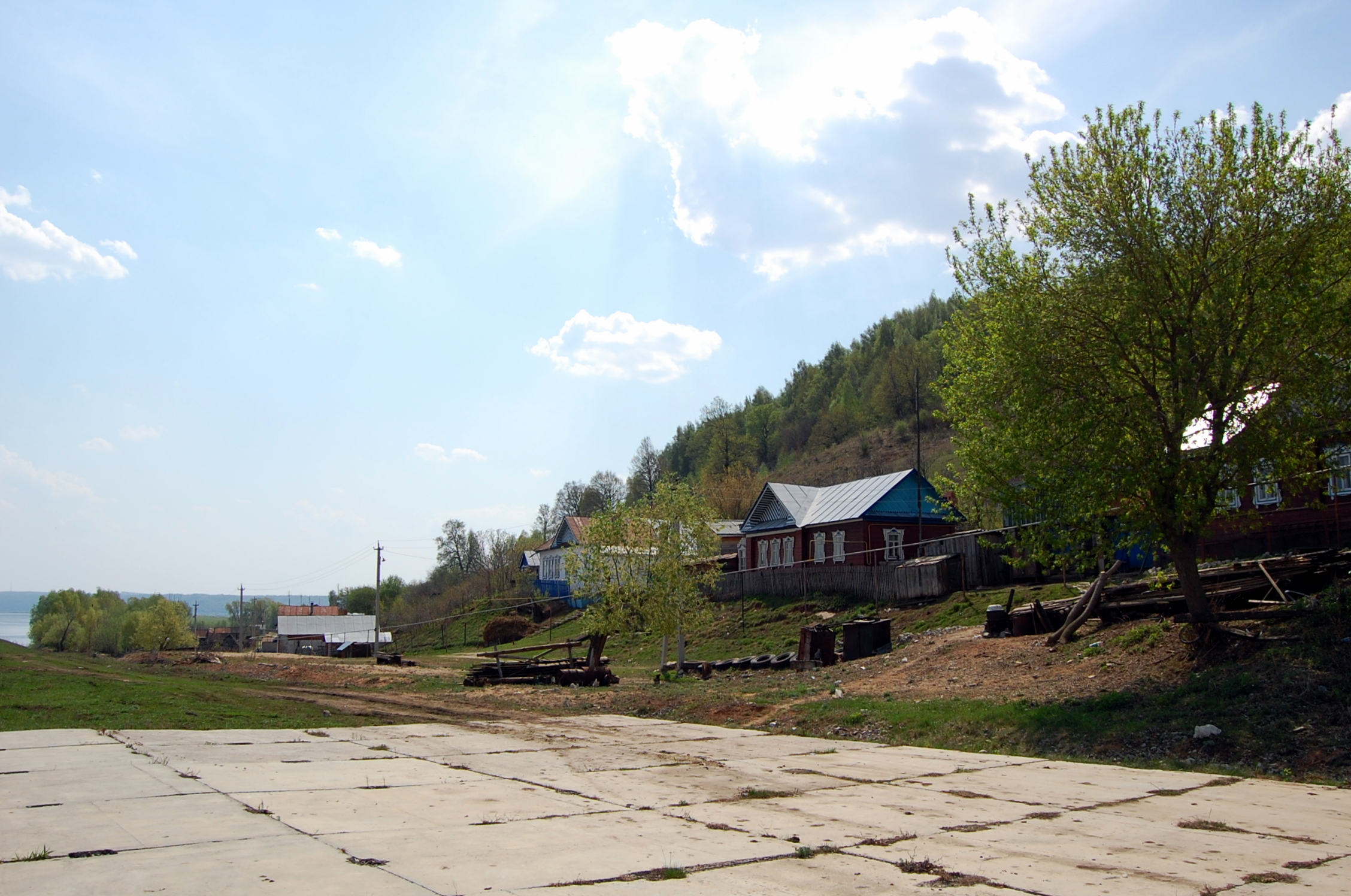
Набережная 2010
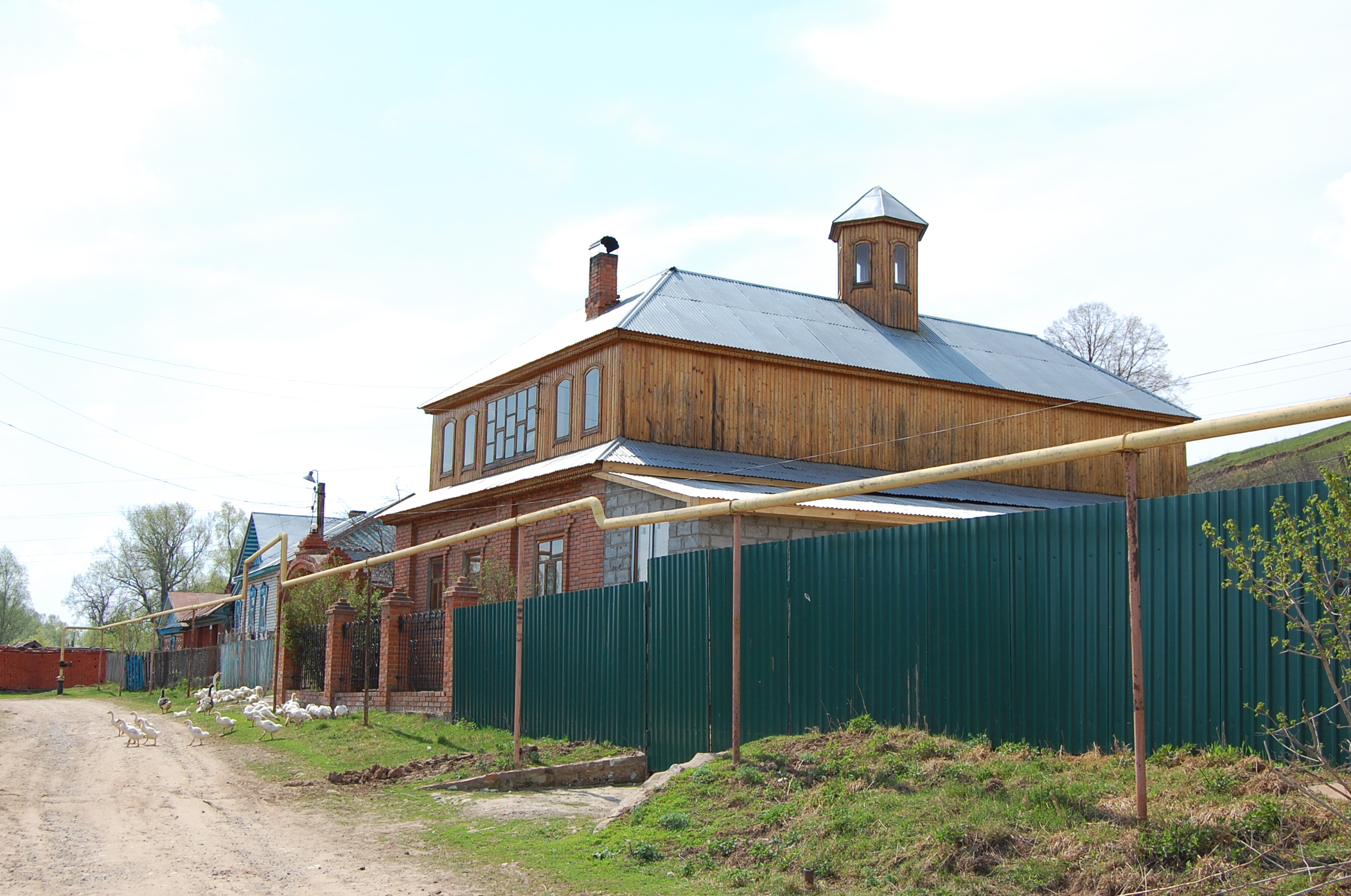
Улица 2010
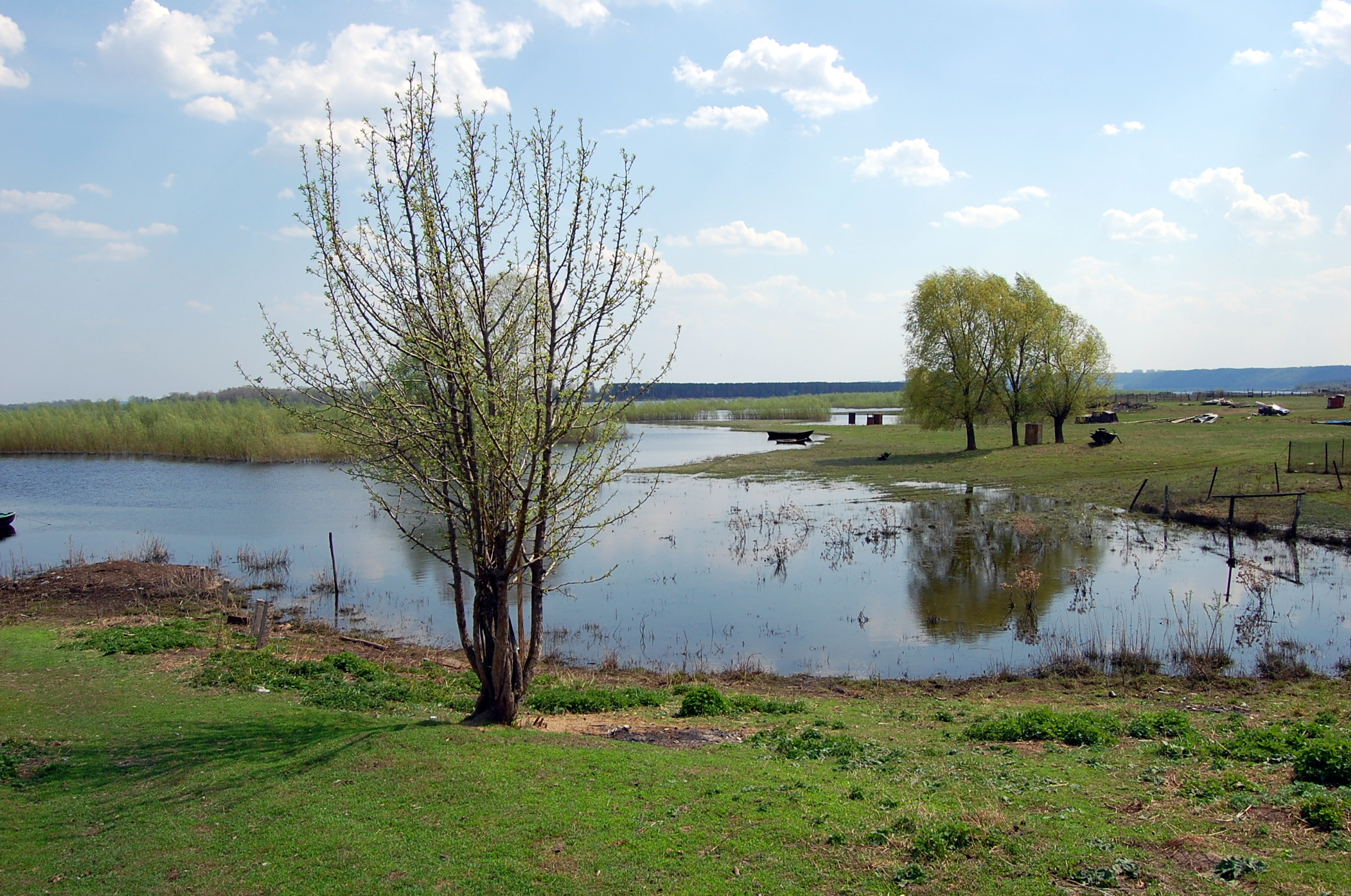
Затон 2010
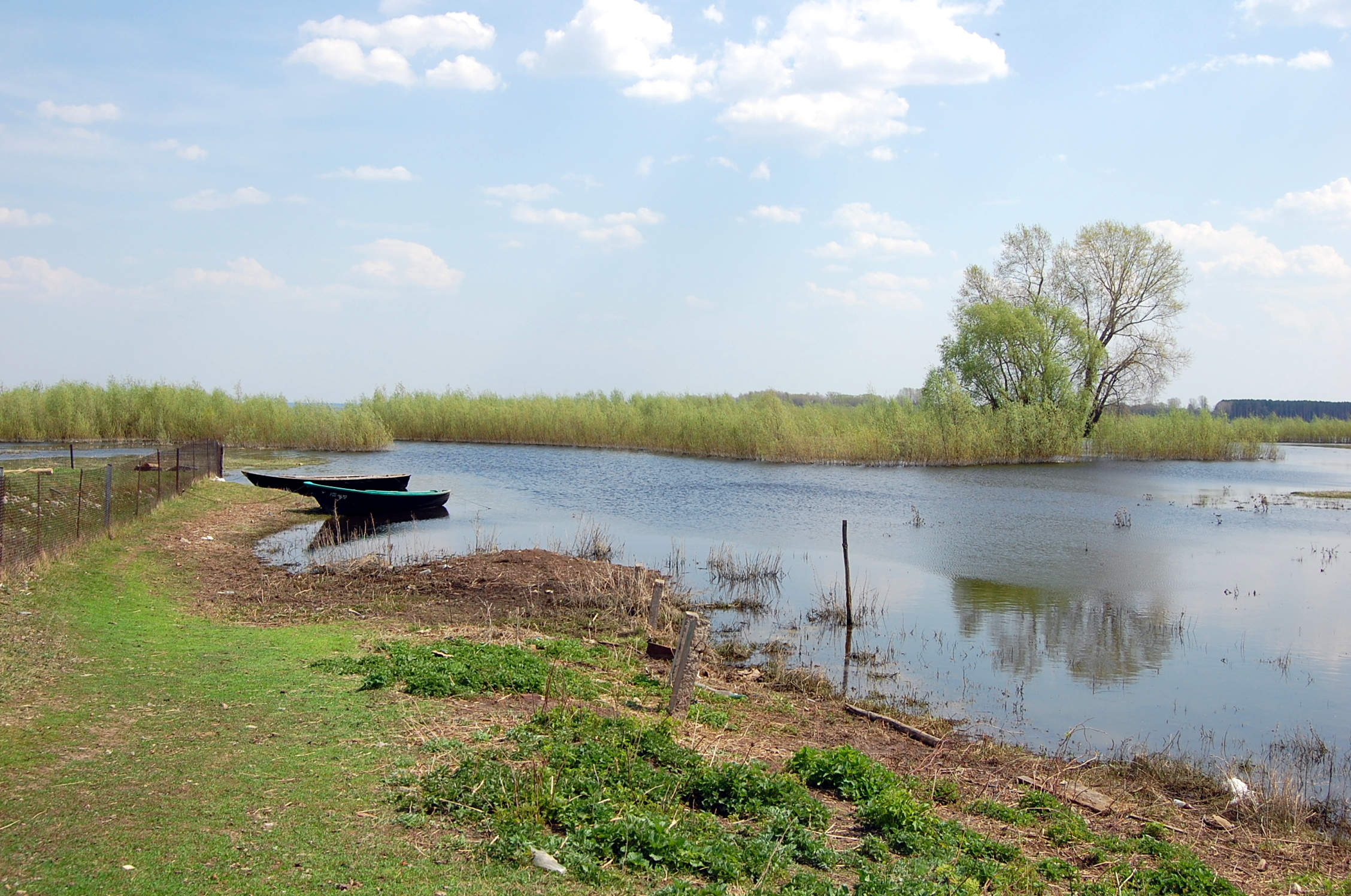
Лодки в затоне 2010